# Фатовенко Любов Василівна
Любов Василівна Фатовенко (нар. 15 серпня 1940, місто Дніпродзержинськ, тепер місто Кам'янське Дніпропетровської області) — українська радянська діячка, новатор сільськогосподарського виробництва, доярка колгоспу «Ленінським шляхом» Олександрійського району Кіровоградської області. Депутат Верховної Ради УРСР 7-8-го скликань.

## Біографія
Народилася у родині робітника. Трудову діяльність розпочала після закінчення семирічної школи. У 1956—1958 роках — доярка колгоспу імені XVIII партз'їзду села Войнівка Олександрійського району Кіровоградської області.
У 1958—1959 роках — санітарка Олександрійської міської лікарні Кіровоградської області.
З березня 1959 року — доярка колгоспу «Ленінським шляхом» села Войнівка Олександрійського району Кіровоградської області.
Член КПРС з 1969 року. Очолювала партійну групу на молочнотоварній фермі комуністичної праці колгоспу «Ленінським шляхом» Олександрійського району.
Потім — на пенсії у селі Войнівці Олександрійського району Кіровоградської області.

## Нагороди
- орден Леніна
- орден «Знак Пошани»
- медаль «За трудову відзнаку»